# 鹿回头
18°11′19″N 109°28′56″E / 18.18849°N 109.48228°E

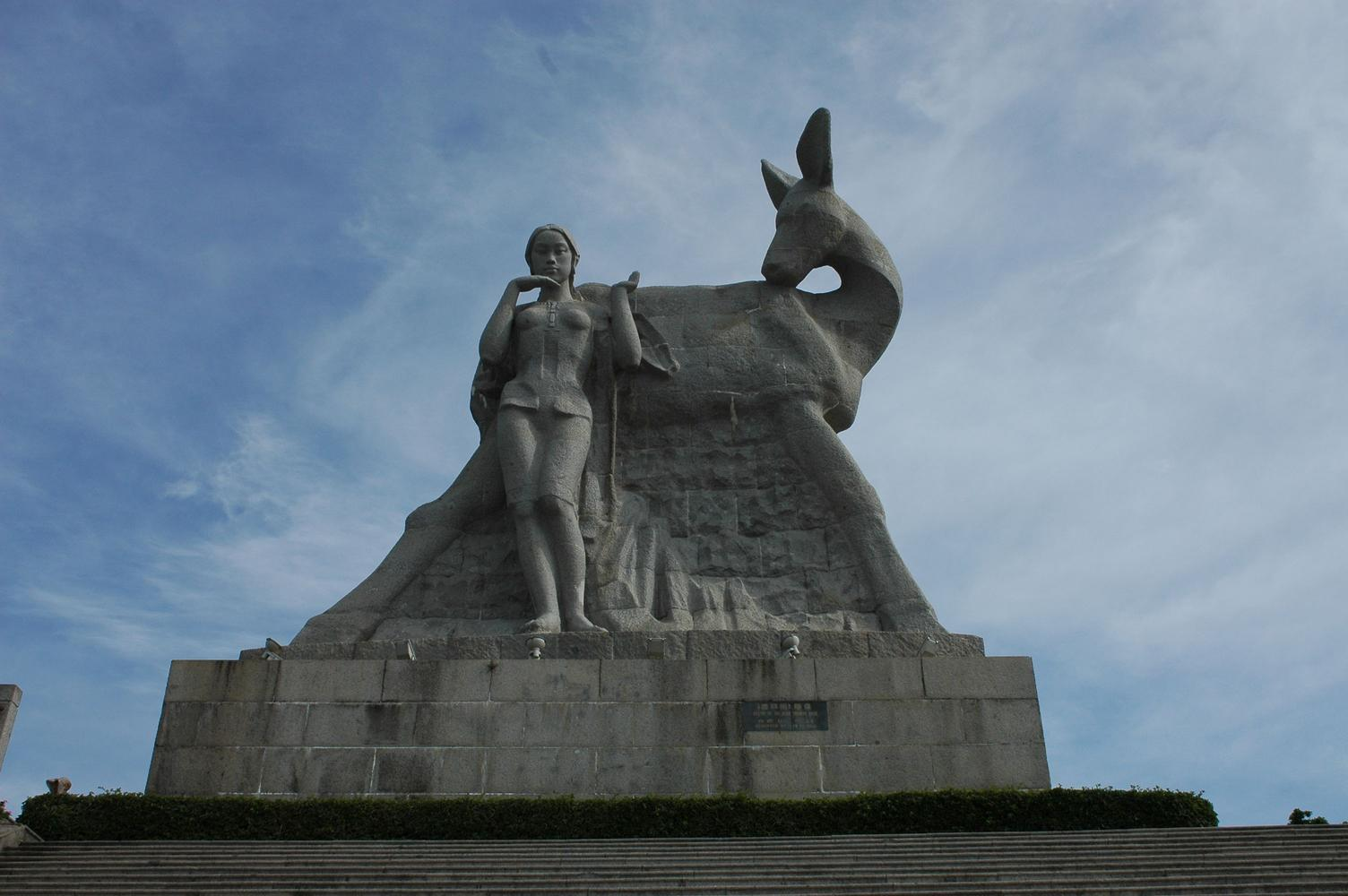
鹿回头雕塑

鹿回头公园是中国海南省三亚市的一个公园，是位于市中心区南面三亚河对岸伸入海中的一座小山，整个三亚的制高点，在这里可以俯瞰北面的三亚市中心区和东面的大东海海滩，并远眺南面一望无际的南海。山顶上树立一座12米高的石雕，表现青年猎手和回头梅花鹿变成美丽少女的故事。
三亚别称鹿城来源于此。
鹿回头雕塑为海南著名雕塑家、画家林毓豪的作品，他根据这一古老的黎族神话故事进行创作。在创作期间为这件作品跋山涉水寻找最佳的地点，最后选中了这一地方。